# Ophiuche suavalis
Ophiuche suavalis är en fjärilsart som beskrevs av Heinrich Benno Möschler 1880. Ophiuche suavalis ingår i släktet Ophiuche och familjen nattflyn. Inga underarter finns listade i Catalogue of Life.